# Bademasta vrba
Bademasta vrba (lat. Salix triandra) je bjelogorična vrsta drveća iz porodice vrba (lat. Salicaceae). 

## Rasprostranjenost
Raste kao grm ili drvce nizinskih predjela Europe, jugozapadne i srednje Azije. U Hrvatskoj je autohtona vrsta. Šuma bademaste vrbe je pionirska zajednica, koja se razvija na najnižim dijelovima sprudova ili depresijama s kojih se voda povlači najkasnije. Optimalnu fazu dosiže između četvrte i osme godine, a razvoj dovršava oko desete godine. Prilikom povlačenja visoke vode, vjetrom ili vodom doneseno sjeme odmah počne klijati na mokrim dijelovima golih sprudova. Zbog jako gustog rasta, taloži i zadržava pijesak pa stvara uvjete za uspijevanje bijele vrbe, koja je potiskuje.

## Izgled
Izbojci su žilavi i vitki. Pupovi su smeđi. Lišće je suličasto, 5-10 cm dugo, odozdo plavkasto-zeleno, fino napiljena i žljezdasta ruba. Peteljka je u gornjem dijelu žlijezdasta. Palistići su bubrežasti i dugo se zadrže. Prašnika ima 3. Muški je cvjetni priperak s dvije, a ženski s jednom žlijezdom. Oprašivanje je kukcima. Bademasta vrba cvjeta i donosi sjeme od svibnja kroz cijeli vegetacijski ciklus. 

## Galerija
- Lišće bademaste vrbe
- Ženski cvijet bademaste vrbe